# Club Deportivo Unión Carolina
El Club Deportivo Unión Carolina es un club de fútbol peruano, de la ciudad de Puno. Fue fundado el 9 de junio de 1905 y actualmente juega en la Copa Perú. 
El club tiene como su eterno rival al Alfonso Ugarte, a este tradicional encuentro se le conoce como el Clásico de la Ciudad de Puno.

## Historia

### Fundación
El Club Unión Carolina es el órgano deportivo futbolístico perteneciente a la Gran Unidad Escolar San Carlos de Puno;  el 9 de junio de 1905, se crea el Club Deportivo del Colegio cuyo nombre no se define. Fue fundado por el director del plantel Colegio Nacional de San Carlos de Puno Dr. Colley E. Sparkman de nacionalidad Alemana, por la necesidad de tener un equipo representativo del balompié Puneño, 
En 1921 el Club Deportivo toma el nombre “Sporting Carolino”. Con la Dirección del Dr. Colley F. Sparkman en 1922 logra fusionar el equipo con el “Unión ex-carolinos”, para dar paso al Club Unión Carolina.

### Primeras décadas
Hasta 1921 se le denominó al Club Sporting Carolino, donde alinearon los primeros jugadores como son: Juan J. Huirse, Rafael Ayllón, Teófilo Monroy, Segundo Chuquimia, Mariano Coacalla, Aurelio Cáceres, Benjamín Arteaga, Jaime Rojas, Serapio Angles, Luís Ponce y Vicente Mendoza. A partir de esta fecha se le denominó Club Deportivo Unión Carolina con el uniforme clásico de camiseta celeste, truza blanca y medias blancas, que simboliza los colores de Puno y del plantel.
En los años de 1925 y 1930 este representativo debuta en campo de tierras en el viejo estadio Municipal de Puno, sin tribuna, sin camerino y con arcos de madera, los jugadores calzaban puentes y machuchos, con pelota de cuero y pasadores, sus grandes y directos rivales de Puno fueron los equipos, Club Deportivo Kuntur, el Alianza Muelle y a nivel nacional el Alianza Lima, Cienciano y Universitario de Deportes.
En julio de 1930 realizó una gira a la ciudad de Cuzco durante las Fiestas Patrias donde logró vencer por 4-3 a Cienciano y por 2-1 a Universitario del Cusco, siendo derrotado únicamente ante Atlético Cusco por 3-1.

### Copa Perú
En la Copa Perú 2005 logró su mejor campaña en este torneo, contando con jugadores netamente puneños. En aquel año fue subcampeón departamental detrás de Alfonso Ugarte y en la Etapa Regional ganó el grupo B de su región luego de ganar 2-1 a Deportivo Garcilaso. Tras superar a Ugarte en la semifinal regional, clasificó a la Etapa Nacional donde fue eliminado por Senati FBC de Arequipa luego de caer 3-1 de visita y ganar 1-0 como local.
En 2006 fue campeón departamental de Puno y volvió a disputar la Etapa Regional donde superó en la primera fase a Atlético Porteño de Puerto Maldonado. En el cuadrangular final fue eliminado al terminar en tercer lugar por detrás de Universidad Andina de Juliaca y Deportivo Educación de Abancay.
Entre 2008 y 2011 participó en la Liga Superior de su departamento. Fue tercero en 2008 y subcampeón en la edición 2009. En la Liga Superior 2011 quedó penúltimo regresando a la Liga Distrital de Puno. En 2012, luego de ser subcampeón distrital, fue eliminado en la tercera fase de la Etapa Provincial al terminar segundo en su grupo detrás de Atlético Defensor Ullagachi.

## Uniforme
- Uniforme titular: Camiseta celeste, pantalón blanco, medias blancas.
- Uniforme alternativo: Camiseta blanca, pantalón blanco, medias blancas.

## Estadio
El Estadio Carolino fue inaugurado el 10 de agosto de 2008. Se encuentra ubicado en el colegio Gran Unidad Escolar San Carlos de Puno y cuenta con césped natural.

## Rivalidades

### Clásico Puneño
Unión Carolina tiene como su eterno rival e histórico al Alfonso Ugarte a nivel de la ciudad, dicho encuentro siempre genera gran expectativa en la ciudad de Puno.

### Clásico Carolino
También disputa el llamado Clásico Carolino con el Real Carolino, rivalidad histórica a causa de que los Colegios a los que representan (Gran Unidad Escolar San Carlos y Glorioso Colegio Nacional San Carlos), son de mucha trayectoria en la ciudad de Puno, ya que dicha Institución Educativa fue inicialmente creada como una sola por Simón Bolívar, para posteriormente dividirse en ambos Colegios que aún mantienen viva su rivalidad eterna.

## Entrenadores
- Tarazona (1919)
- Tarazona (1929)
- Barra (1956)
- Augusto Robles G. (1960-1961)
- Efrai Salazar Gonzáles (1962)
- Canelo de la Cruz (1993)
- Edwin Checa Castillo (2019-2023)
- Juan Tito Salcedo (2024)
- Nain Mayta (2024)

## Palmarés

### Torneos regionales
| Competición regional               | Títulos                       | Subcampeonatos    |
| ---------------------------------- | ----------------------------- | ----------------- |
| Etapa Regional - Región VIII (0/1) |                               | 2005.             |
| Liga Departamental de Puno (3/1)   | 1966, 1967, 2006.             | 2005.             |
| Liga Superior de Puno (0/1)        |                               | 2009.             |
| Liga Provincial de Puno (5/3)      | 1952, 1956, 1958, 1966, 1967. | 1954, 2002, 2006. |
| Liga Distrital de Puno (3/2)       | 1993, 2002, 2005.             | 2012, 2024.       |